# Colonia José María Pino Suárez
Colonia José María Pino Suárez är en ort i Mexiko.   Den ligger i kommunen San Agustín Tlaxiaca och delstaten Hidalgo, i den sydöstra delen av landet, 80 km norr om huvudstaden Mexico City. Colonia José María Pino Suárez ligger 2 685 meter över havet och antalet invånare är 255.
Terrängen runt Colonia José María Pino Suárez är huvudsakligen lite kuperad. Colonia José María Pino Suárez ligger uppe på en höjd. Runt Colonia José María Pino Suárez är det ganska tätbefolkat, med 60 invånare per kvadratkilometer. Närmaste större samhälle är Pachuca de Soto, 16,6 km öster om Colonia José María Pino Suárez. Trakten runt Colonia José María Pino Suárez består till största delen av jordbruksmark.